# Kecerovce
Kecerovce – wieś (obec) na Słowacji położona w kraju koszyckim, w powiecie Koszyce-okolice. Pierwsze wzmianki o miejscowości pochodzą z roku 1567. 
Według danych z dnia 31 grudnia 2012, wieś zamieszkiwały 3153 osoby, w tym 1557 kobiet i 1596 mężczyzn.
W 2001 roku rozkład populacji względem narodowości i przynależności etnicznej wyglądał następująco:
- Słowacy – 36,99%
- Czesi – 0,3%
- Morawianie – 0,04%
- Romowie – 61,81%
- Ukraińcy – 0,09%
- Węgrzy – 0,04%

Ze względu na wyznawaną religię struktura mieszkańców kształtowała się w 2001 roku następująco:
- Katolicy rzymscy – 90,1%
- Grekokatolicy – 1,24%
- Ewangelicy – 6,13%
- Prawosławni – 0,17%
- Ateiści – 1,11%
- Nie podano – 0,94%